# Hospic
Hospic je zdravotnicko-sociální zařízení, které slouží k péči o nevyléčitelně a těžce nemocné osoby, tedy k tzv. paliativní péči. Současná zdravotnická zařízení hospicového typu dostala své jméno podle instituce hospiců – míst pro odpočinek poutníků, která vznikla ve 4. století.
Hlavním účelem hospiců je maximálně zlepšit kvalitu života v jeho závěrečné fázi a umožnit důstojné umírání. Děje se tak především snižováním nebo odstraňováním bolesti a jiných nepříjemných fyzických projevů nemoci. Hospic umožňuje vyřešit nebo alespoň zmírnit různé psychologické a duchovní problémy spojené s umíráním. Umožňuje intenzivní a nerušený kontakt s partnerem nebo rodinou.

## Formy hospicové péče

### Domácí hospic
Domácí hospic poskytuje péči pacientům v jejich bydlišti, tj. v jejich domácím prostředí.

### Lůžkový hospic
Lůžkový hospic je zařízení, v němž je pacientům poskytováno jak ubytování, tak vlastní péče.

### Denní stacionář
V denním stacionáři je hospicová péče poskytována jen během dne (od rána do večera), přes noc zůstává pacient doma. Denní stacionáře se zpravidla zřizují při lůžkových hospicích.

## Původ slova
Slovo hospic pochází z latinského hospitium („útulek“). Již za časů starého Říma a ve středověku existovaly přístřešky či útulky při cestách, kde si mohli poutníci odpočinout, těhotné ženy porodit a choří buď se uzdravit a pokračovat v cestě, nebo v klidu zemřít. Vyskytují se dokonce názory, že první hospic byl vlastně popsán již v biblickém podobenství o milosrdném Samaritánovi.

## Hospicové hnutí ve světě
Hospicové hnutí vzniklo v Anglii. Za předchůdce současných hospiců bývají považovány domy pro umírající, které v Irsku a Londýně zřizovaly křesťanské řády od 19. století. Moderní zařízení hospicového typu bylo ale poprvé založeno až roku 1967. Založila jej dr. Cecilie Saundersová v Londýně pod jménem Hospic sv. Kryštofa (St Christopher's Hospice). Od té doby začaly vznikat hospice po celém světě.

## České hospicové hnutí

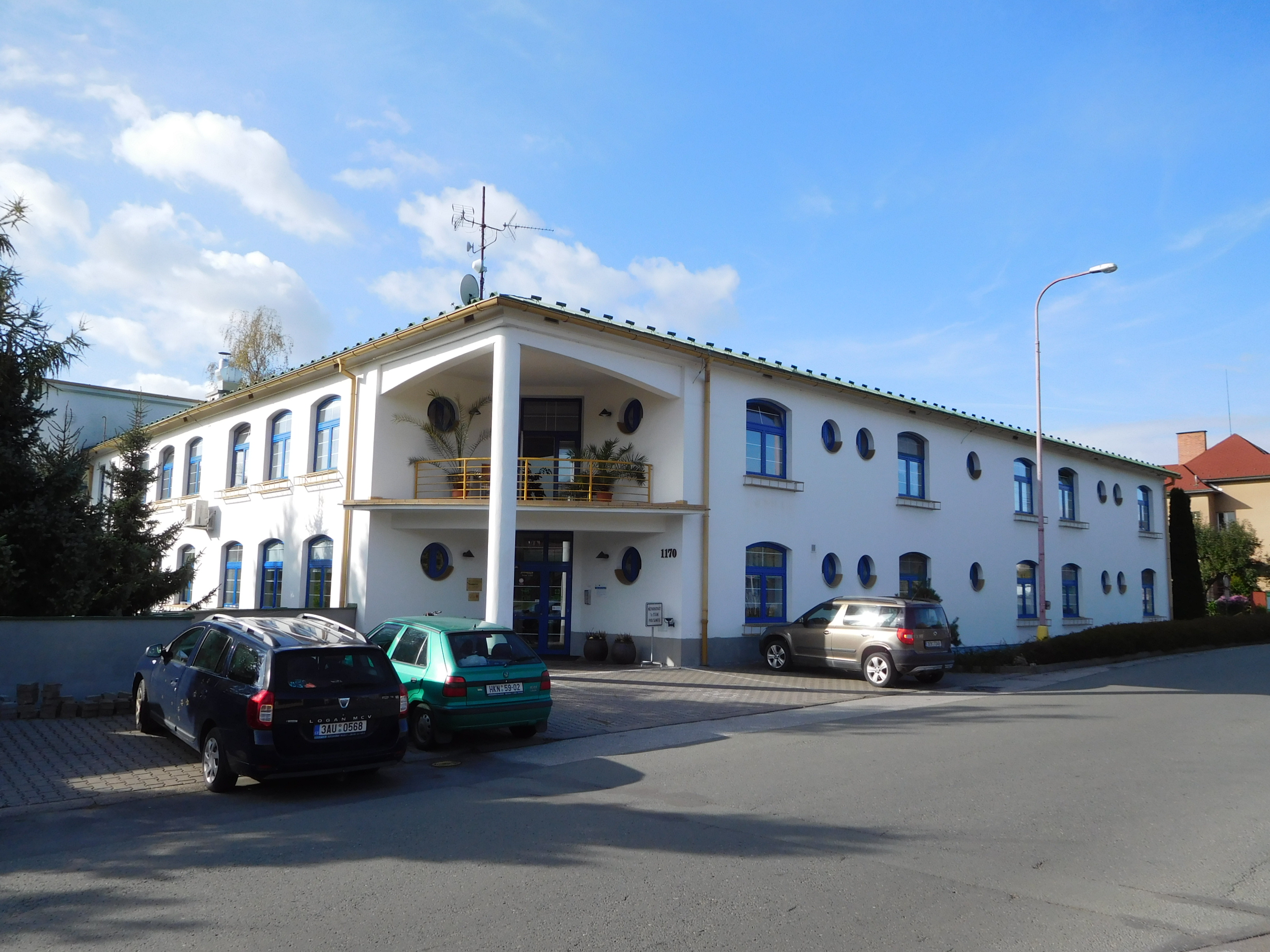
Hospic v Červeném Kostelci

Po převratu v roce 1989 se začaly objevovat první pokusy o zřízení hospicu i v České republice. Mezi prvními s touto myšlenkou přišla MUDr. Marie Opatrná. Ta připravovala zřízení hospice v budově bývalé gynekologie v Rooseveltově ulici v Praze, protože se však o světovém hospicovém hnutí ještě moc nevědělo, setkával se projekt s nepochopením na všech frontách a nakonec musel být zrušen.
Po roce 1990 začala hospicové hnutí propagovat MUDr. Marie Svatošová. Nejprve začala se zdravotní péčí v domácnostech pacientů, v roce 1995 se jí podařilo otevřít první český lůžkový hospic v Červeném Kostelci. Další pak vznikaly v Praze, Brně, Plzni, Ostravě, Olomouci, Rajhradu u Brna, Litoměřicích, Zlíně, Valašském Meziříčí, Mostě, Prachaticích, Liberci, Chrudimi, Havlíčkově Brodě, Čerčanech a Tachově.